# Jardin (Isère)
Jardin è un comune francese di 2 327 abitanti situato nel dipartimento dell'Isère della regione dell'Alvernia-Rodano-Alpi.

## Storia

### Simboli
L'ascia preistorica rappresenta l'era neolitica; la torre simbolizza il castello di Montléans; nel terzo quarto sono raffigurati i boschi, le valli e i campi; il covone è simbolo dell'attività agricola del paese.

## Società

### Evoluzione demografica
Abitanti censiti

## Amministrazione

### Gemellaggi
- Stanghella, dal 2002